# System 7
System 7  es una versión de Mac OS, el sistema operativo de los ordenadores personales Macintosh, introducido el 13 de mayo de 1991 y el principal sistema operativo de los Mac hasta ser sustituido por Mac OS 8 en 1997. Las características añadidas al System 7 incluyeron Multitarea cooperativa, memoria virtual, compartir archivos personales, QuickTime, QuickDraw 3D y una interfaz gráfica mejorada. Hoy en día todavía es utilizado por un pequeño número de usuarios Macintosh que utilizan equipos basados en Microprocesadores Motorola de la familia 68000.
Téngase en cuenta que "System 7" es un término genérico para referirse a todas sus versiones. Con el lanzamiento de la versión 7.6 en 1997, Apple cambió oficialmente el nombre del sistema operativo a Mac OS, un nombre que apareció por primera vez en el System 7.5.1. System 7 fue desarrollado para procesadores Motorola 68k pero fue portado a PowerPC, cuando Apple adoptó el uso del nuevo procesador.

## Características
Comparando con System 6, System 7 ofrecía
- Multitarea cooperativa nativa. En System 6, esta prestación es opcional mediante el MultiFinder.
- La papelera es ahora un directorio formal, con lo que los ficheros no se borran al reiniciar el equipo.
- Facilidad para compartir archivos entre usuarios en red AppleTalk, proveía de una comunicación más estable y común para otros equipos.
- Alias. Un alias es un pequeño fichero que representa otro objeto en el sistema de archivos. El alias típico es pequeño, entre 1 y 5 KB. Actúa como un redirector a otro objeto como un documento, un ejecutable, un directorio, un disco duro, un fichero o volumen de red, una unidad removible o una impresora. Al hacer Doble clic en ella, el sistema se comporta como si se hubiera hecho en el archivo original. Además, si se elige un fichero de alias desde un cuadro de diálogo de apertura, se abre el fichero original. A diferencia del mecanismo basado en trayectoria de Windows 95, el alias también almacena una referencia a la entrada del fichero en el catálogo del sistema, por lo que continúa funcionando si el fichero se mueve o es renombrado. Un alias puede describirse como una fusión entre un enlace duro y un enlace simbólico de los sistemas operativos tipo Unix (como el Mac OS X).
- Las Extensiones del sistema (pequeños ficheros de código INIT que amplían la funcionalida del sistema) fueron mejoradas recolocándolas en su propio directorio, en lugar de estar en el raíz del System Folder (nombre de la carpeta del sistema operativo en los Mac) como en versiones anteriores. Además se permite al usuario inhabilitarlas manteniendo pulsada la tecla "Shift" durante el arranque. Versiones posteriores de System 7 incorporan el Extensions Manager (manejador de extensiones), que simplificaba el proceso de habilitar/inhabilitar cada extensión individualmente. Las extensiones eran a menudo una fuente de inestabilidad y estos cambios hicieron la resolución de conflictos más amigable y asistida.
- El accesorio del escritorio Panel de control se convierte en la carpeta Paneles de control (Control Panels en la versión en inglés, situada en el System Folder y accesible al usuario mediante un alias del menú Apple). Los paneles de control en sí mismos se convierten en archivos separados, almacenados dentro de este directorio.
- El Menú Apple (que antes mostraba solo los accesorios de escritorio recopilados de los recursos DRVR del fichero/maletín System) ahora lista el contenido del directorio Items Menú Apple (Apple Menu Items) incluyendo alias. Los accesorios de escritorio, diseñados originalmente para proporcional una pseudo multitarea, no son ya necesarios al existir verdadera multitarea de forma nativa. su tecnología es desaprobada, y System 7 los trata igual que a otras aplicaciones. Los accesorios del escritorio ahora se ejecutan en su propio proceso en lugar de pedir prestado al proceso de la aplicación anfitrión.
- El menú de Aplicaciones, una lista de las aplicaciones en ejecución, antes situada al final del menú Apple debajo de MultiFinder, disponen ahora de su propio menú, a la derecha. Además se introduce la tecnología Ocultar/Mostrar, permitiendo al usuario ocultar aplicaciones de la vista mientras que todavía siguen ejecutándose.
- Globo de Ayuda (Balloon Help), un accesorio de identificación del sistema similar a los tooltips.
- AppleScript, un lenguaje de script para automatizar tareas. Aunque es bastante complejo para que los programadores de aplicaciones lo soporten, es muy popular entre usuarios, y hoy en día existe una versión actualizada como parte de Mac OS X.
- AppleEvents. Dan soporte a AppleScript con un nuevo modelo de eventos de alto nivel que ser enviados a las aplicaciones, junto con ayuda para que funcione también sobre red AppleTalk.
- QuickDraw de 32 bits, soportando las imágenes denominadas de color verdadero ("true color"), se incluye como estándar; anteriormente estaba disponible como una extensión del sistema. QuickDraw se utiliza en Mac OS para un dibujo rápido en pantalla.
- Publish and Subscribe (Publicar y suscribir). Esta característica permite que datos publicados por una aplicación sean importados (suscritos) por otra y que los datos sean actualizados dinámicamente. Los programadores se quejaron de que el API era poco manejable, y relativamente pocas aplicaciones terminaron por soportarlo.
- Memoria virtual. Esta tecnología, ya en uso en otros equipos, permite usar parte del disco duro como si fuera RAM física, volcando las partes de memoria no en uso en ese momento y recuperándolas cuando es necesario
- Fuentes vectoriales TrueType. Hasta ese momento todas las fuentes del Macintosh eran Bitmap, o un conjunto de fuentes de pantalla bitmap emparejadas con fuentes vectoriales PostScript para la impresora. TrueType ofrece por primera vez un solo formato de fuente que aparecía igual en pantalla y en papel. Esta tecnología fue reconocida tan importante como para lanzar una extensión TrueType para el System 6 también fue lanzada, junto con un motor actualizado del accesorio del escritorio Font/DA Mover capaz de instalar la nueva clase de fuentes en el fichero System del System 6.
- Una nueva interfaz de usuario llena de color. Aunque esta característica se hizo como una mejora de la interfaz visual, era opcional. En las máquinas sin capacidad de mostrar color, o en las que se hubiera fijado en las preferencias el modo monocromo, la interfaz vuelve al modo blanco y negro de versiones anteriores. Solamente algunos objetos se colorearon : las barras de scroll, por ejemplo, tenían un nuevo aspecto, pero los botones permanecían en blanco y negro.
- Una nueva API, Sound Manager versión 3.0, reemplaza las viejas APIs ad hoc. La nueva API ofrece una capa de abstracción del hardware significativamente mejorada y una mayor calidad de reproducción. Aunque técnicamente no es una nueva característica de System 7 (estas prestaciones ya estaban disponibles en System 6.0.7), Sound Manager 3.0 fue la primera puesta en práctica de esta tecnología para extenderla a la mayoría de usuarios de Mac.
- System 7 allanó el camino para un espacio de direcciones de 32 bits, en sustitución del anterior de 24 bits. Este proceso implicó convertir todas las rutinas del código del sistema operativo a punteros de 32 bits y las direcciones del sistema anteriores utilizaban los bits superiores como banderas (indicadores). Este cambio se llamó "32-bit clean". Mientras que System 7 en sí mismo era de 32 bits, muchas máquinas existentes y miles de aplicaciones en uso no lo eran, por lo que llevó un tiempo completar el proceso. Para facilitar la transición el panel de control de Memoria incorporó un conmutador para inhabilitar esta prestación, teniendo en cuenta así la compatibilidad con viejas aplicaciones.

## Software
System 7 fue la primera versión de Mac OS que requería un disco duro por el amplio tamaño de los archivos instalados que no cabían en un disquete de 1.44 MB. 
Versiones avanzadas del System 7, específicamente System 7.5 y 7.6, vienen con un directorio de utilidades que traían unos extras como AppleScript, Disk Copy, QuickDraw GX Extras y el reproductor de video QuickTime, además de otras aplicaciones que podían ser instaladas posteriormente, de manera manual.

## Compatibilidad MS-DOS y Microsoft Windows
System 7.0 y 7.1 ofrecían una utilidad llamada Apple File Exchange, que proporcionaba acceso a disquetes en formato MS-DOS y Apple II. System 7 Pro, System 7.5 y posteriores venían con PC Exchange, anteriormente un producto aparte, que permitía al sistema montar disquetes formateados en DOS y Windows en el desktop del mismo modo que los discos en formato Macintosh.
System 7 puede también leer discos en formato HPFS y permite a los usuarios acceder a redes de PC permitiendo la comunicación.
Software de terceros como SoftPC permiten compatibilidad con programas de MS-DOS y Microsoft Windows, mientras que otros como Connectix Virtual PC ( hoy Microsoft Virtual PC) permiten al Mac ejecutar Windows y versiones anteriores de Mac OS mediante emulación. Otros enfocan el asunto por la vía del hardware utilizando tarjetas de expansión con un procesador Intel x86 y su propia memoria (el resto se mapea de los recursos del Mac). Apple lanza una serie de equipos con el apellido DOS Compatible que traen de serie una de estas tarjetas (con un Intel 80486 o un Intel Pentium).

## Historial de lanzamientos
| Versión            | Fecha                    | Ordenador                                                        |
| ------------------ | ------------------------ | ---------------------------------------------------------------- |
| 7.0                | junio de 1991            |                                                                  |
| 7.0.1              | octubre de 1991          | Macintosh Quadra 700/900, PowerBook 100/140/170 y algunos otros. |
| 7.0.1P             | marzo de 1992            | Macintosh Performa 200, 400, 600                                 |
| 7.1                | agosto de 1992           |                                                                  |
| 7.1P               | cerca de 1993            |                                                                  |
| 7.1.1 (Pro)        | octubre de 1993          |                                                                  |
| 7.1.1              | octubre de 1993          | PowerBook Duo 250/270, PowerBook 520/540                         |
| 7.1.2              | marzo de 1994            | Power Macintosh 6100/7100/8100                                   |
| 7.1.2P             | julio de 1994            | Quadra 630                                                       |
| 7.5                | 1994                     |                                                                  |
| 7.5.1              | marzo de 1995            | Macintosh Performa 630                                           |
| 7.5.2              | agosto de 1995           | Power Macintosh 7200                                             |
| 7.5.3              | enero de 1996            |                                                                  |
| 7.5.3 revisión 2   | 1 de mayo de 1996        |                                                                  |
| 7.5.3 revisión 2.1 | 7 de agosto de 1996      | Macintosh Performa 6400                                          |
| 7.5.3 revisión 2.2 | 7 de agosto de 1996      | Power Macintosh 9500/200, Performa 6360                          |
| 7.5.5              | 27 de septiembre de 1996 |                                                                  |
| 7.6                | 7 de enero de 1997       |                                                                  |
| 7.6.1              | 7 de abril de 1997       |                                                                  |

Después de ser liberado System 7, el 7.0.1 fue un relanzamiento menor dado en octubre de 1991. Un parche llamado "System 7 Tune-Up" siguió al anterior, y le sucedieron pequeñas actualizaciones a lo largo de su vida.
Aunque fueron varias las actualizaciones que se le fueron sumando, debido al periodo tan largo que tuvo de vida el System 7. La mayor parte de cambios eran de mejoras, al software ya existente. En ese tiempo no se enfocaban mucho en la seguridad sino que en la estabilidad de las aplicaciones
- Datos: Q420384